# UnoTel
UnoTel A/S er et telefoni-brand i Nuuday, som udbyder fastnet- og mobiltelefoni. De i alt 40.000 kunder bliver serviceret via TDC's mobilnet. UnoTel A/S var tidligere en del af Zitcom-koncernen i Skanderborg.